# ダワードルジ・デルゲルツォグト
ダワードルジ・デルゲルツォグト（モンゴル語: Даваадоржийн Дэлгэрцогт Davaadorjiin Delgertsogt ダワードルジーン・デルゲルツォグト、英語: Davaadorj Delgertsogt、1958年 - ）は、モンゴル国の経済エネルギー官僚、外交官、経済学者。スフバートル県出身。2016年から2020年にかけて、在大阪モンゴル国総領事を務めた。

## 経歴
- 1978年～1982年　ソ連邦ウクライナ・ソビエト社会主義共和国キエフ国民経済大学（ロシア語版、英語版） 修学、卒業[2]
- 1982年～1990年　モンゴル人民共和国国家経済省 部長[2]
- 1990年～1993年　モンゴル人民共和国／モンゴル国経済調査・企画研究所 研究員[2]
- 1993年～1997年　横浜国立大学で経済学修士号を取得
- 1997年～2005年　モンゴル国内閣府 戦略・企画局局長[2]
- 2005年～2007年　国有財産委員会（モンゴル語版） 課長[2]
- 2007年～2008年　自然環境・観光副大臣[2]
- 2008年～2016年　国立品質監督管理センター所長[2]
- 2012年～2016年　エネルギー省 事務次官[2]
- 2016年～2020年　在大阪モンゴル国総領事（5月に拝命[4]、8月に着任[5]）